# Élections départementales de 2021 dans le Var
Les élections départementales dans le Var ont lieu les 20 et 27 juin 2021.

## Contexte départemental

### Assemblée départementale sortante
Avant les élections, le Conseil départemental du Var est présidé par Marc Giraud (LR).
Il comprend 46 conseillers départementaux issus des 23 cantons de Var.
| Président du conseil départemental   |       |       |      |                         |
| Marc Giraud (LR)                     |       |       |      |                         |
| Parti                                | Sigle | Sigle | Élus | Groupes                 |
| Majorité (40 sièges)                 |       |       |      |                         |
| Les Républicains                     |       | LR    | 26   | Majorité départementale |
| Divers droite                        |       | DVD   | 10   | Majorité départementale |
| Union des démocrates et indépendants |       | UDI   | 4    | Majorité départementale |
| Opposition (6 sièges)                |       |       |      |                         |
| Rassemblement national               |       | RN    | 3    | Rassemblement National  |
| Divers droite                        |       | DVD   | 2    | Non-inscrits            |
| Sans étiquette                       |       | SE    | 1    | Non-inscrits            |

## Système électoral
Les élections ont lieu au scrutin majoritaire binominal à deux tours. Le système est paritaire : les candidatures sont présentées sous la forme d'un binôme composé d'une femme et d'un homme avec leurs suppléants (une femme et un homme également).
Pour être élu au premier tour, un binôme doit obtenir la majorité absolue des suffrages exprimés et un nombre de suffrages au moins égal à 25 % des électeurs inscrits. Si aucun binôme n'est élu au premier tour, seuls peuvent se présenter au second tour les binômes qui ont obtenu un nombre de suffrages au moins égal à 12,5 % des électeurs inscrits, sans possibilité pour les binômes de fusionner. Est élu au second tour le binôme qui obtient le plus grand nombre de voix.

## Résultats à l'échelle du département

### Résultats par nuances
Les nuances utilisées par le ministère de l'Intérieur ne tiennent pas compte des alliances locales.
| Binômes                  | Binômes                             | Binômes                  | Premier tour | Premier tour | Premier tour | Second tour | Second tour   | Second tour | Total | +/-           |  |
| Binômes                  | Binômes                             | Binômes                  | Voix         | %            | Sièges       | Voix        | %             | Sièges      | Total | +/-           |  |
| ------------------------ | ----------------------------------- | ------------------------ | ------------ | ------------ | ------------ | ----------- | ------------- | ----------- | ----- | ------------- |  |
|                          | Rassemblement national              | RN                       | 77 913       | 30,97        | 0            | 95 033      | 36,11         | 2           | 2     | 4             |  |
|                          | Les Républicains                    | LR                       | 55 485       | 22,05        | 0            | 82 481      | 31,41         | 20          | 20    | 20            |  |
|                          | Divers droite                       | DVD                      | 38 335       | 15,24        | 2            | 48 275      | 18,34         | 14          | 16    | 16            |  |
|                          | Écologistes                         | ECO                      | 12 467       | 4,96         | 0            | 3 962       | 1,51          | 0           | 0     | Nv.           |  |
|                          | Divers centre                       | DVC                      | 10 594       | 4,21         | 0            | 6 451       | 2,45          | 2           | 2     | Nv.           |  |
|                          | Union à droite                      | UD                       | 7 890        | 3,14         | 0            | 15 321      | 5,82          | 4           | 4     | 36            |  |
|                          | La République en marche             | REM                      | 6 860        | 2,73         | 0            |             |               |             | 0     | Nv.           |  |
|                          | Union à gauche avec des écologistes | UGE                      | 6 827        | 2,71         | 0            | 0           | Nv.           |             |       |               |  |
|                          | Union à gauche                      | UG                       | 6 644        | 2,64         | 0            | 0           | en stagnation |             |       |               |  |
|                          | Union au centre et à droite         | UCD                      | 5 108        | 2,03         | 0            | 5 823       | 2,21          | 2           | 2     | Nv.           |  |
|                          | Parti communiste français           | COM                      | 3 983        | 1,58         | 0            |             |               |             | 0     | Nv.           |  |
|                          | Union d'extrême droite              | UXD                      | 3 963        | 1,58         | 0            | 5 821       | 2,21          | 0           | 0     | Nv.           |  |
|                          | Divers                              | DIV                      | 2 935        | 1,17         | 0            |             |               |             | 0     | en stagnation |  |
|                          | Divers gauche                       | DVG                      | 2 698        | 1,07         | 0            | 0           | en stagnation |             |       |               |  |
|                          | Union au centre et à gauche         | UCG                      | 2 437        | 0,97         | 0            | 0           | Nv.           |             |       |               |  |
|                          | Parti socialiste                    | SOC                      | 2 364        | 0,94         | 0            | 0           | en stagnation |             |       |               |  |
|                          | Régionaliste                        | REG                      | 1 730        | 0,69         | 0            | 0           | Nv.           |             |       |               |  |
|                          | La France insoumise                 | FI                       | 1 546        | 0,61         | 0            | 0           | Nv.           |             |       |               |  |
|                          | Union au centre                     | UC                       | 1 519        | 0,60         | 0            | 0           | Nv.           |             |       |               |  |
|                          | Droite souverainiste                | DSV                      | 281          | 0,11         | 0            | 0           | Nv.           |             |       |               |  |
|                          |                                     |                          |              |              |              |             |               |             |       |               |  |
| Suffrages exprimés       | Suffrages exprimés                  | Suffrages exprimés       | 251 579      | 95,66        |              | 263 167     | 94,38         |             |       |               |  |
| Votes blancs             | Votes blancs                        | Votes blancs             | 7 587        | 2,88         | 10 448       | 3,75        |               |             |       |               |  |
| Votes nuls               | Votes nuls                          | Votes nuls               | 3 830        | 1,46         | 5 218        | 1,87        |               |             |       |               |  |
| Total                    | Total                               | Total                    | 262 996      | 100          | 2            | 278 833     | 100           | 44          | 46    | en stagnation |  |
| Abstentions              | Abstentions                         | Abstentions              | 533 126      | 66,97        |              | 487 255     | 63,60         |             |       |               |  |
| Inscrits / participation | Inscrits / participation            | Inscrits / participation | 796 122      | 33,03        | 766 088      | 36,40       |               |             |       |               |  |

### Assemblée départementale élue
| Président du conseil départemental   |       |       |      |                         |
| Marc Giraud (LR)                     |       |       |      |                         |
| Parti                                | Sigle | Sigle | Élus | Groupes                 |
| Majorité (44 sièges)                 |       |       |      |                         |
| Les Républicains                     |       | LR    | 26   | Majorité départementale |
| Divers droite                        |       | DVD   | 13   | Majorité départementale |
| Union des démocrates et indépendants |       | UDI   | 3    | Majorité départementale |
| Divers centre                        |       | DVC   | 2    | Majorité départementale |
| Opposition (2 sièges)                |       |       |      |                         |
| Rassemblement national               |       | RN    | 2    | Rassemblement national  |

### Élus par canton
| Canton                        | Conseiller sortant    | Parti | Parti | Conseiller élu        | Parti | Parti |
| ----------------------------- | --------------------- | ----- | ----- | --------------------- | ----- | ----- |
| Brignoles                     | Chantal Lassoutanie   |       | LR    | Didier Bremond        |       | DVD   |
| Brignoles                     | Jean-Pierre Véran     |       | UDI   | Chantal Lassoutanie   |       | LR    |
| La Crau                       | Patricia Arnould      |       | DVD   | Patricia Arnould      |       | DVD   |
| La Crau                       | Marc Giraud           |       | LR    | Marc Giraud           |       | LR    |
| Draguignan                    | Jean-Bernard Miglioli |       | LR    | Grégory Loew          |       | DVC   |
| Draguignan                    | Marie Rucinski-Becker |       | LR    | Christine Niccoletti  |       | DVC   |
| Flayosc                       | Nathalie Perez-Leroux |       | DVD   | Nathalie Perez-Leroux |       | DVD   |
| Flayosc                       | Louis Reynier         |       | LR    | Louis Reynier         |       | LR    |
| Fréjus                        | Julie Lechanteux      |       | RN    | Christophe Chiocca    |       | RN    |
| Fréjus                        | Richard Sert          |       | DVD   | Sonia Lauvard         |       | RN    |
| La Garde                      | Alain Dumontet        |       | LR    | Jean-Louis Masson     |       | LR    |
| La Garde                      | Valérie Rialland      |       | UDI   | Valérie Rialland      |       | UDI   |
| Garéoult                      | Jacques Danvy         |       | RN    | Jean-Martin Guisiano  |       | DVD   |
| Garéoult                      | Jessica Hoet          |       | RN    | Marie-Laure Ponchon   |       | DVD   |
| Hyères                        | Véronique Bernardini  |       | LR    | Véronique Bernardini  |       | LR    |
| Hyères                        | Francis Roux          |       | UDI   | Francis Roux          |       | UDI   |
| Le Luc                        | Christine Amrane      |       | UDI   | Christine Amrane      |       | UDI   |
| Le Luc                        | Dominique Lain        |       | LR    | Dominique Lain        |       | LR    |
| Ollioules                     | Ferdinand Bernhard    |       | DVD   | Robert Bénéventi      |       | LR    |
| Ollioules                     | Lætitia Quilici       |       | LR    | Lætitia Quilici       |       | LR    |
| Roquebrune-sur-Argens         | François Cavallier    |       | LR    | Martine Arenas        |       | DVD   |
| Roquebrune-sur-Argens         | Josette Mimouni       |       | DVD   | Nicolas Martel        |       | DVD   |
| Saint-Cyr-sur-Mer             | Marc Lauriol          |       | DVD   | Marc Lauriol          |       | DVD   |
| Saint-Cyr-sur-Mer             | Andrée Samat          |       | DVD   | Andrée Samat          |       | DVD   |
| Saint-Maximin-la-Sainte-Baume | Sébastien Bourlin     |       | DVD   | Sébastien Bourlin     |       | DVD   |
| Saint-Maximin-la-Sainte-Baume | Séverine Vincendeau   |       | DVD   | Séverine Vincendeau   |       | DVD   |
| Saint-Raphaël                 | Guillaume Decard      |       | LR    | Guillaume Decard      |       | LR    |
| Saint-Raphaël                 | Françoise Dumont      |       | LR    | Françoise Dumont      |       | LR    |
| Sainte-Maxime                 | Alain Benedetto       |       | LR    | Véronique Lenoir      |       | DVD   |
| Sainte-Maxime                 | Muriel Lecca-Berger   |       | DVD   | Philippe Leonelli     |       | DVD   |
| La Seyne-sur-Mer-1            | Damien Guttierez      |       | DVD   | Lydie Onteniente      |       | LR    |
| La Seyne-sur-Mer-1            | Virginie Sanchez      |       | SE    | Ludovic Pontone       |       | LR    |
| La Seyne-sur-Mer-2            | Nathalie Bicais       |       | LR    | Nathalie Bicais       |       | LR    |
| La Seyne-sur-Mer-2            | Joseph Mulé           |       | LR    | Joseph Mulé           |       | LR    |
| Solliès-Pont                  | Bruno Aycard          |       | LR    | Bruno Aycard          |       | LR    |
| Solliès-Pont                  | Véronique Baccino     |       | LR    | Véronique Baccino     |       | LR    |
| Toulon-1                      | Robert Cavanna        |       | LR    | Josée Massi           |       | LR    |
| Toulon-1                      | Manon Fortias         |       | DVD   | Christophe Moreno     |       | LR    |
| Toulon-2                      | Michel Bonnus         |       | LR    | Michel Bonnus         |       | LR    |
| Toulon-2                      | Valérie Mondone       |       | LR    | Valérie Mondone       |       | LR    |
| Toulon-3                      | Thierry Albertini     |       | LR    | Thierry Albertini     |       | LR    |
| Toulon-3                      | Hélène Audibert       |       | LR    | Manon Fortias         |       | LR    |
| Toulon-4                      | Caroline Depallens    |       | LR    | Yannick Chenevard     |       | LR    |
| Toulon-4                      | Jean-Guy Di Giorgio   |       | LR    | Caroline Depallens    |       | LR    |
| Vidauban                      | Françoise Legraien    |       | LR    | Françoise Legraien    |       | LR    |
| Vidauban                      | Claude Pianetti       |       | LR    | Claude Pianetti       |       | LR    |

## Résultats par canton
Les binômes sont présentés par ordre décroissant des résultats au premier tour. En cas de victoire au second tour du binôme arrivé en deuxième place au premier, ses résultats sont indiqués en gras. 

### Canton de Brignoles
| Candidats                | Candidats                | Partis                   | Nuance                   | Premier tour | Premier tour |
| Candidats                | Candidats                | Partis                   | Nuance                   | Voix         | %            |
| ------------------------ | ------------------------ | ------------------------ | ------------------------ | ------------ | ------------ |
|                          | Didier Bremond           | DVD                      | DVD                      | 7 640        | 83,92        |
|                          | Chantal Lassoutanie      | LR                       | DVD                      | 7 640        | 83,92        |
|                          | Laurent Carratala        | PCF                      | UG                       | 1 464        | 16,08        |
|                          | Monique Pata             | G.s                      | UG                       | 1 464        | 16,08        |
|                          |                          |                          |                          |              |              |
| Suffrages exprimés       | Suffrages exprimés       | Suffrages exprimés       | Suffrages exprimés       | 9 104        | 91,39        |
| Votes blancs             | Votes blancs             | Votes blancs             | Votes blancs             | 594          | 5,96         |
| Votes nuls               | Votes nuls               | Votes nuls               | Votes nuls               | 264          | 2,65         |
| Total                    | Total                    | Total                    | Total                    | 9 962        | 100          |
| Abstention               | Abstention               | Abstention               | Abstention               | 20 320       | 67,10        |
| Inscrits / participation | Inscrits / participation | Inscrits / participation | Inscrits / participation | 30 282       | 32,90        |

### Canton de La Crau
| Candidats                | Candidats                | Partis                   | Nuance                   | Premier tour | Premier tour | Second tour | Second tour |
| Candidats                | Candidats                | Partis                   | Nuance                   | Voix         | %            | Voix        | %           |
| ------------------------ | ------------------------ | ------------------------ | ------------------------ | ------------ | ------------ | ----------- | ----------- |
|                          | Patricia Arnould         | DVD                      | LR                       | 8 971        | 64,27        | 11 711      | 74,72       |
|                          | Marc Giraud ,            | LR                       | LR                       | 8 971        | 64,27        | 11 711      | 74,72       |
|                          | Carole Commandeur        | EÉLV                     | ECO                      | 2 094        | 15,00        | 3 962       | 25,28       |
|                          | Jean-Claude Delbois      | EÉLV                     | ECO                      | 2 094        | 15,00        | 3 962       | 25,28       |
|                          | Stéphanie Boccard        | LREM                     | REM                      | 1 821        | 13,05        |             |             |
|                          | Nicolas Eudeline         | LREM                     | REM                      | 1 821        | 13,05        |             |             |
|                          | Dominique Curgis         | LFI                      | UG                       | 1 072        | 7,68         |             |             |
|                          | Camille Palmieri         | PCF                      | UG                       | 1 072        | 7,68         |             |             |
|                          |                          |                          |                          |              |              |             |             |
| Suffrages exprimés       | Suffrages exprimés       | Suffrages exprimés       | Suffrages exprimés       | 13 958       | 89,94        | 15 673      | 91,06       |
| Votes blancs             | Votes blancs             | Votes blancs             | Votes blancs             | 1 130        | 7,28         | 1 056       | 6,14        |
| Votes nuls               | Votes nuls               | Votes nuls               | Votes nuls               | 431          | 2,78         | 482         | 2,80        |
| Total                    | Total                    | Total                    | Total                    | 15 519       | 100          | 17 211      | 100         |
| Abstention               | Abstention               | Abstention               | Abstention               | 26 891       | 63,41        | 25 204      | 59,42       |
| Inscrits / participation | Inscrits / participation | Inscrits / participation | Inscrits / participation | 42 410       | 36,59        | 42 415      | 40,58       |

### Canton de Draguignan
| Candidats                | Candidats                    | Partis                   | Nuance                   | Premier tour | Premier tour | Second tour | Second tour |
| Candidats                | Candidats                    | Partis                   | Nuance                   | Voix         | %            | Voix        | %           |
| ------------------------ | ---------------------------- | ------------------------ | ------------------------ | ------------ | ------------ | ----------- | ----------- |
|                          | Grégory Loew                 | DVC                      | DVC                      | 4 497        | 43,47        | 6 451       | 58,29       |
|                          | Christine Niccoletti         | DVC                      | DVC                      | 4 497        | 43,47        | 6 451       | 58,29       |
|                          | Corrine Ragosa               | RN                       | RN                       | 3 300        | 31,90        | 4 617       | 41,71       |
|                          | Philippe Palruello           | RN                       | RN                       | 3 300        | 31,90        | 4 617       | 41,71       |
|                          | Jean-Bernard Miglioni        | LR                       | DVD                      | 2 549        | 24,64        |             |             |
|                          | Guillemette Zentelin-Bonfils | DVD                      | DVD                      | 2 549        | 24,64        |             |             |
|                          |                              |                          |                          |              |              |             |             |
| Suffrages exprimés       | Suffrages exprimés           | Suffrages exprimés       | Suffrages exprimés       | 10 346       | 95,15        | 11 068      | 94,23       |
| Votes blancs             | Votes blancs                 | Votes blancs             | Votes blancs             | 341          | 3,14         | 359         | 3,06        |
| Votes nuls               | Votes nuls                   | Votes nuls               | Votes nuls               | 186          | 1,71         | 319         | 2,72        |
| Total                    | Total                        | Total                    | Total                    | 10 873       | 100          | 11 746      | 100         |
| Abstention               | Abstention                   | Abstention               | Abstention               | 18 800       | 63,36        | 17 939      | 60,43       |
| Inscrits / participation | Inscrits / participation     | Inscrits / participation | Inscrits / participation | 29 673       | 36,64        | 29 685      | 39,57       |

### Canton de Flayosc
| Candidats                | Candidats                | Partis                   | Nuance                   | Premier tour | Premier tour | Second tour | Second tour |
| Candidats                | Candidats                | Partis                   | Nuance                   | Voix         | %            | Voix        | %           |
| ------------------------ | ------------------------ | ------------------------ | ------------------------ | ------------ | ------------ | ----------- | ----------- |
|                          | Nathalie Perez-Leroux    | DVD                      | DVD                      | 4 060        | 43,44        | 5 572       | 57,62       |
|                          | Louis Reynier            | LR                       | DVD                      | 4 060        | 43,44        | 5 572       | 57,62       |
|                          | Éric Pelerin             | RN                       | RN                       | 3 647        | 39,02        | 4 099       | 42,38       |
|                          | Océane Folcher           | RN                       | RN                       | 3 647        | 39,02        | 4 099       | 42,38       |
|                          | Marie-Pierre Delavaud    | DVG                      | DVG                      | 1 639        | 17,54        |             |             |
|                          | Maurice Olivier          | PCF                      | DVG                      | 1 639        | 17,54        |             |             |
|                          |                          |                          |                          |              |              |             |             |
| Suffrages exprimés       | Suffrages exprimés       | Suffrages exprimés       | Suffrages exprimés       | 9 346        | 95,29        | 9 671       | 93,81       |
| Votes blancs             | Votes blancs             | Votes blancs             | Votes blancs             | 328          | 3,34         | 455         | 4,41        |
| Votes nuls               | Votes nuls               | Votes nuls               | Votes nuls               | 134          | 1,37         | 183         | 1,78        |
| Total                    | Total                    | Total                    | Total                    | 9 808        | 100          | 10 309      | 100         |
| Abstention               | Abstention               | Abstention               | Abstention               | 17 348       | 63,88        | 16 868      | 62,07       |
| Inscrits / participation | Inscrits / participation | Inscrits / participation | Inscrits / participation | 27 156       | 36,12        | 27 177      | 37,93       |

### Canton de Fréjus
| Candidats                | Candidats                | Partis                   | Nuance                   | Premier tour | Premier tour | Second tour | Second tour |
| Candidats                | Candidats                | Partis                   | Nuance                   | Voix         | %            | Voix        | %           |
| ------------------------ | ------------------------ | ------------------------ | ------------------------ | ------------ | ------------ | ----------- | ----------- |
|                          | Christophe Chiocca       | RN                       | RN                       | 4 810        | 54,55        | 6 053       | 60,43       |
|                          | Sonia Lauvard            | RN                       | RN                       | 4 810        | 54,55        | 6 053       | 60,43       |
|                          | Yoann Gnerucci           | LR                       | LR                       | 1 171        | 13,28        | 3 963       | 39,57       |
|                          | Annie Soler              | LR                       | LR                       | 1 171        | 13,28        | 3 963       | 39,57       |
|                          | Maryse Cros-Frayssinhes  | LREM                     | REM                      | 942          | 10,68        |             |             |
|                          | Jerôme Orlandini         | LREM                     | REM                      | 942          | 10,68        |             |             |
|                          | Jacky Giral              | EÉLV                     | ECO                      | 843          | 9,56         |             |             |
|                          | Isabelle Le Buzelier     | EÉLV                     | ECO                      | 843          | 9,56         |             |             |
|                          | Brigitte Auloy           | DVD                      | DVD                      | 738          | 8,37         |             |             |
|                          | Martial Cerrutti         | DVD                      | DVD                      | 738          | 8,37         |             |             |
|                          | Laurent Pojaghi          | PCF                      | COM                      | 313          | 3,55         |             |             |
|                          | Christine Romano         | PCF                      | COM                      | 313          | 3,55         |             |             |
|                          |                          |                          |                          |              |              |             |             |
| Suffrages exprimés       | Suffrages exprimés       | Suffrages exprimés       | Suffrages exprimés       | 8 817        | 96,22        | 10 016      | 95,44       |
| Votes blancs             | Votes blancs             | Votes blancs             | Votes blancs             | 214          | 2,34         | 295         | 2,81        |
| Votes nuls               | Votes nuls               | Votes nuls               | Votes nuls               | 132          | 1,44         | 184         | 1,75        |
| Total                    | Total                    | Total                    | Total                    | 9 163        | 100          | 10 495      | 100         |
| Abstention               | Abstention               | Abstention               | Abstention               | 19 633       | 68,18        | 18 321      | 63,58       |
| Inscrits / participation | Inscrits / participation | Inscrits / participation | Inscrits / participation | 28 796       | 31,82        | 28 816      | 36,42       |

### Canton de La Garde
| Candidats                | Candidats                | Partis                   | Nuance                   | Premier tour | Premier tour | Second tour | Second tour |
| Candidats                | Candidats                | Partis                   | Nuance                   | Voix         | %            | Voix        | %           |
| ------------------------ | ------------------------ | ------------------------ | ------------------------ | ------------ | ------------ | ----------- | ----------- |
|                          | Jean-Louis Masson        | LR                       | UD                       | 4 824        | 38,02        | 8 335       | 64,86       |
|                          | Valérie Rialland         | UDI                      | UD                       | 4 824        | 38,02        | 8 335       | 64,86       |
|                          | Claudette Arène-Lombardo | RN                       | RN                       | 3 564        | 28,09        | 4 515       | 35,14       |
|                          | Thibault Saragoni        | RN                       | RN                       | 3 564        | 28,09        | 4 515       | 35,14       |
|                          | Michel Durbano           | PS                       | SOC                      | 2 364        | 18,63        |             |             |
|                          | Julia Peironet           | PS                       | SOC                      | 2 364        | 18,63        |             |             |
|                          | Catherine Daguet         | DVC                      | DVC                      | 1 273        | 10,03        |             |             |
|                          | Jean-Louis Savarin       | DVC                      | DVC                      | 1 273        | 10,03        |             |             |
|                          | Monique Négrel           | PCF                      | COM                      | 663          | 5,23         |             |             |
|                          | Jean-Luc Parodi          | PCF                      | COM                      | 663          | 5,23         |             |             |
|                          |                          |                          |                          |              |              |             |             |
| Suffrages exprimés       | Suffrages exprimés       | Suffrages exprimés       | Suffrages exprimés       | 12 688       | 96,84        | 12 850      | 92,61       |
| Votes blancs             | Votes blancs             | Votes blancs             | Votes blancs             | 253          | 1,93         | 668         | 4,81        |
| Votes nuls               | Votes nuls               | Votes nuls               | Votes nuls               | 161          | 1,23         | 357         | 2,57        |
| Total                    | Total                    | Total                    | Total                    | 13 102       | 100          | 13 875      | 100         |
| Abstention               | Abstention               | Abstention               | Abstention               | 23 792       | 64,49        | 23 030      | 62,40       |
| Inscrits / participation | Inscrits / participation | Inscrits / participation | Inscrits / participation | 36 894       | 35,51        | 36 905      | 37,60       |

### Canton de Garéoult
| Candidats                | Candidats                | Partis                   | Nuance                   | Premier tour | Premier tour | Second tour | Second tour |
| Candidats                | Candidats                | Partis                   | Nuance                   | Voix         | %            | Voix        | %           |
| ------------------------ | ------------------------ | ------------------------ | ------------------------ | ------------ | ------------ | ----------- | ----------- |
|                          | Jacques Danvy            | RN                       | RN                       | 4 102        | 44,64        | 4 957       | 49,01       |
|                          | Jessica Hoet             | RN                       | RN                       | 4 102        | 44,64        | 4 957       | 49,01       |
|                          | Jean-Martin Guisiano     | DVD                      | DVD                      | 2 237        | 24,34        | 5 159       | 50,99       |
|                          | Marie-Laure Ponchon      | DVD                      | DVD                      | 2 237        | 24,34        | 5 159       | 50,99       |
|                          | Stella Raingeval         | LREM                     | UCG                      | 1 744        | 18,98        |             |             |
|                          | Jean-Pierre Rue          | TdP                      | UCG                      | 1 744        | 18,98        |             |             |
|                          | Anthony Baroghel         | LFI                      | FI                       | 892          | 9,71         |             |             |
|                          | Catherine Jouanneau      | LFI                      | FI                       | 892          | 9,71         |             |             |
|                          | Caroll Boulanger         | SE                       | DIV                      | 215          | 2,34         |             |             |
|                          | Céline Laplace           | SE                       | DIV                      | 215          | 2,34         |             |             |
|                          |                          |                          |                          |              |              |             |             |
| Suffrages exprimés       | Suffrages exprimés       | Suffrages exprimés       | Suffrages exprimés       | 9 190        | 94,60        | 10 116      | 94,27       |
| Votes blancs             | Votes blancs             | Votes blancs             | Votes blancs             | 361          | 3,72         | 408         | 3,80        |
| Votes nuls               | Votes nuls               | Votes nuls               | Votes nuls               | 164          | 1,69         | 207         | 1,93        |
| Total                    | Total                    | Total                    | Total                    | 9 715        | 100          | 10 731      | 100         |
| Abstention               | Abstention               | Abstention               | Abstention               | 22 364       | 69,72        | 21 347      | 66,55       |
| Inscrits / participation | Inscrits / participation | Inscrits / participation | Inscrits / participation | 32 079       | 30,28        | 32 078      | 33,45       |

### Canton d'Hyères
| Candidats                | Candidats                  | Partis                   | Nuance                   | Premier tour | Premier tour | Second tour | Second tour |
| Candidats                | Candidats                  | Partis                   | Nuance                   | Voix         | %            | Voix        | %           |
| ------------------------ | -------------------------- | ------------------------ | ------------------------ | ------------ | ------------ | ----------- | ----------- |
|                          | Jean-Michel Eynard-Tomatis | RN                       | RN                       | 3 360        | 31,21        | 4 600       | 39,70       |
|                          | Jacqueline Pentel          | RN                       | RN                       | 3 360        | 31,21        | 4 600       | 39,70       |
|                          | Véronique Bernardini       | LR                       | UD                       | 3 066        | 28,48        | 6 986       | 60,30       |
|                          | Francis Roux               | UDI                      | UD                       | 3 066        | 28,48        | 6 986       | 60,30       |
|                          | Brigitte Del Perugia       | EÉLV                     | ECO                      | 1 040        | 9,66         |             |             |
|                          | Jean-Pierre Doucet         | EÉLV                     | ECO                      | 1 040        | 9,66         |             |             |
|                          | Geneviève Burki            | LREM                     | REM                      | 976          | 9,07         |             |             |
|                          | Éric Sauvaire              | LREM                     | REM                      | 976          | 9,07         |             |             |
|                          | Widad Ferjani              | DVD                      | UCD                      | 814          | 7,56         |             |             |
|                          | Nicolas Massuco            | DVC                      | UCD                      | 814          | 7,56         |             |             |
|                          | Marie Cuvelier             | PCF                      | UG                       | 804          | 7,47         |             |             |
|                          | Philippe Dao               | LFI                      | UG                       | 804          | 7,47         |             |             |
|                          | Michelle Baume             | ÉCO                      | ECO                      | 347          | 3,22         |             |             |
|                          | Alexis Dominiak            | ÉCO                      | ECO                      | 347          | 3,22         |             |             |
|                          | Corinne Cordeil            | DLF                      | DSV                      | 281          | 2,61         |             |             |
|                          | Xavier Harry               | DLF                      | DSV                      | 281          | 2,61         |             |             |
|                          | Daniel Olivon              | SE                       | DIV                      | 78           | 0,72         |             |             |
|                          | Catherine Tortuyaux        | SE                       | DIV                      | 78           | 0,72         |             |             |
|                          |                            |                          |                          |              |              |             |             |
| Suffrages exprimés       | Suffrages exprimés         | Suffrages exprimés       | Suffrages exprimés       | 10 766       | 96,25        | 11 586      | 93,37       |
| Votes blancs             | Votes blancs               | Votes blancs             | Votes blancs             | 236          | 2,11         | 520         | 4,19        |
| Votes nuls               | Votes nuls                 | Votes nuls               | Votes nuls               | 183          | 1,64         | 303         | 2,44        |
| Total                    | Total                      | Total                    | Total                    | 11 185       | 100          | 12 409      | 100         |
| Abstention               | Abstention                 | Abstention               | Abstention               | 23 299       | 67,56        | 22 070      | 64,01       |
| Inscrits / participation | Inscrits / participation   | Inscrits / participation | Inscrits / participation | 34 484       | 32,44        | 34 479      | 35,99       |

### Canton du Luc
| Candidats                | Candidats                | Partis                   | Nuance                   | Premier tour | Premier tour | Second tour | Second tour |
| Candidats                | Candidats                | Partis                   | Nuance                   | Voix         | %            | Voix        | %           |
| ------------------------ | ------------------------ | ------------------------ | ------------------------ | ------------ | ------------ | ----------- | ----------- |
|                          | Christine Amrane         | DVD                      | DVD                      | 4 583        | 47,90        | 6 112       | 57,52       |
|                          | Dominique Lain           | DVD                      | DVD                      | 4 583        | 47,90        | 6 112       | 57,52       |
|                          | Geoffrey David           | RN                       | RN                       | 4 010        | 41,91        | 4 513       | 42,48       |
|                          | Virginie Fèvre           | RN                       | RN                       | 4 010        | 41,91        | 4 513       | 42,48       |
|                          | Roger Depierre           | PCF                      | COM                      | 975          | 10,19        |             |             |
|                          | Janine Leclerc           | PCF                      | COM                      | 975          | 10,19        |             |             |
|                          | Patricia Bravo           | SE                       | DIV                      | 0            | 0,00         |             |             |
|                          | Cédric Fusina            | SE                       | DIV                      | 0            | 0,00         |             |             |
|                          |                          |                          |                          |              |              |             |             |
| Suffrages exprimés       | Suffrages exprimés       | Suffrages exprimés       | Suffrages exprimés       | 9 568        | 95,12        | 10 625      | 95,45       |
| Votes blancs             | Votes blancs             | Votes blancs             | Votes blancs             | 319          | 3,17         | 321         | 2,88        |
| Votes nuls               | Votes nuls               | Votes nuls               | Votes nuls               | 172          | 1,71         | 185         | 1,66        |
| Total                    | Total                    | Total                    | Total                    | 10 059       | 100          | 11 131      | 100         |
| Abstention               | Abstention               | Abstention               | Abstention               | 19 252       | 65,68        | 18 189      | 62,04       |
| Inscrits / participation | Inscrits / participation | Inscrits / participation | Inscrits / participation | 29 311       | 34,32        | 29 320      | 37,96       |

### Canton d'Ollioules
| Candidats                | Candidats                | Partis                   | Nuance                   | Premier tour | Premier tour | Second tour | Second tour |
| Candidats                | Candidats                | Partis                   | Nuance                   | Voix         | %            | Voix        | %           |
| ------------------------ | ------------------------ | ------------------------ | ------------------------ | ------------ | ------------ | ----------- | ----------- |
|                          | Robert Bénéventi         | LR                       | LR                       | 6 037        | 53,16        | 8 396       | 67,73       |
|                          | Lætitia Quilici          | LR                       | LR                       | 6 037        | 53,16        | 8 396       | 67,73       |
|                          | Jérôme Corbeil           | RN                       | RN                       | 3 561        | 31,36        | 4 001       | 32,27       |
|                          | Muriel Fiol              | RN                       | RN                       | 3 561        | 31,36        | 4 001       | 32,27       |
|                          | Jean-Pierre Meyer        | PCF                      | UGE                      | 1 759        | 15,49        |             |             |
|                          | Claudie Zuzino-Carterau  | EÉLV                     | UGE                      | 1 759        | 15,49        |             |             |
|                          |                          |                          |                          |              |              |             |             |
| Suffrages exprimés       | Suffrages exprimés       | Suffrages exprimés       | Suffrages exprimés       | 11 357       | 96,96        | 12 397      | 95,62       |
| Votes blancs             | Votes blancs             | Votes blancs             | Votes blancs             | 236          | 2,01         | 385         | 2,97        |
| Votes nuls               | Votes nuls               | Votes nuls               | Votes nuls               | 120          | 1,02         | 183         | 1,41        |
| Total                    | Total                    | Total                    | Total                    | 11 713       | 100          | 12 965      | 100         |
| Abstention               | Abstention               | Abstention               | Abstention               | 24 413       | 67,58        | 23 167      | 64,12       |
| Inscrits / participation | Inscrits / participation | Inscrits / participation | Inscrits / participation | 36 126       | 32,42        | 36 132      | 35,88       |

### Canton de Roquebrune-sur-Argens
| Candidats                | Candidats                | Partis                   | Nuance                   | Premier tour | Premier tour | Second tour | Second tour |
| Candidats                | Candidats                | Partis                   | Nuance                   | Voix         | %            | Voix        | %           |
| ------------------------ | ------------------------ | ------------------------ | ------------------------ | ------------ | ------------ | ----------- | ----------- |
|                          | Irène Geay               | RN                       | RN                       | 5 018        | 41,68        | 6 090       | 46,80       |
|                          | Frank Giletti            | RN                       | RN                       | 5 018        | 41,68        | 6 090       | 46,80       |
|                          | Martine Arenas           | DVD                      | DVD                      | 2 933        | 24,36        | 6 924       | 53,20       |
|                          | Nicolas Martel           | DVD                      | DVD                      | 2 933        | 24,36        | 6 924       | 53,20       |
|                          | Josette Mimouni          | DVD                      | DVD                      | 1 880        | 15,62        |             |             |
|                          | Michel Rezk              | DVD                      | DVD                      | 1 880        | 15,62        |             |             |
|                          | Claire Le Buzulier       | EÉLV                     | ECO                      | 1 149        | 9,54         |             |             |
|                          | Patrick Padilla          | EÉLV                     | ECO                      | 1 149        | 9,54         |             |             |
|                          | Sabine Cristofani        | DVG                      | DVG                      | 1 059        | 8,8          |             |             |
|                          | Julien Poussin           | LFI                      | DVG                      | 1 059        | 8,8          |             |             |
|                          |                          |                          |                          |              |              |             |             |
| Suffrages exprimés       | Suffrages exprimés       | Suffrages exprimés       | Suffrages exprimés       | 12 039       | 96,37        | 13 014      | 94,85       |
| Votes blancs             | Votes blancs             | Votes blancs             | Votes blancs             | 295          | 2,36         | 444         | 3,24        |
| Votes nuls               | Votes nuls               | Votes nuls               | Votes nuls               | 158          | 1,26         | 263         | 1,92        |
| Total                    | Total                    | Total                    | Total                    | 12 492       | 100          | 13 721      | 100         |
| Abstention               | Abstention               | Abstention               | Abstention               | 27 100       | 68,45        | 25 975      | 65,43       |
| Inscrits / participation | Inscrits / participation | Inscrits / participation | Inscrits / participation | 39 592       | 31,55        | 39 696      | 34,57       |

### Canton de Saint-Cyr-sur-Mer
| Candidats                | Candidats                | Partis                   | Nuance                   | Premier tour | Premier tour | Second tour | Second tour |
| Candidats                | Candidats                | Partis                   | Nuance                   | Voix         | %            | Voix        | %           |
| ------------------------ | ------------------------ | ------------------------ | ------------------------ | ------------ | ------------ | ----------- | ----------- |
|                          | Valérie Fernandez        | RN                       | RN                       | 4 654        | 36,58        | 5 546       | 39,95       |
|                          | Jean-Marc Menichini      | RN                       | RN                       | 4 654        | 36,58        | 5 546       | 39,95       |
|                          | Marc Lauriol             | DVD                      | DVD                      | 3 939        | 30,96        | 8 336       | 60,05       |
|                          | Andrée Samat             | DVD                      | DVD                      | 3 939        | 30,96        | 8 336       | 60,05       |
|                          | Evelyne Larlet-Loir      | LREM                     | REM                      | 1 880        | 14,78        |             |             |
|                          | Marcel Simon             | TdP                      | REM                      | 1 880        | 14,78        |             |             |
|                          | Didier Cade              | POC                      | REG                      | 1 730        | 13,60        |             |             |
|                          | Danièle Collombon        | POC                      | REG                      | 1 730        | 13,60        |             |             |
|                          | Stephane Michel          | LR                       | UCD                      | 520          | 4,09         |             |             |
|                          | Michele Oliver           | LR                       | UCD                      | 520          | 4,09         |             |             |
|                          |                          |                          |                          |              |              |             |             |
| Suffrages exprimés       | Suffrages exprimés       | Suffrages exprimés       | Suffrages exprimés       | 12 723       | 95,59        | 13 882      | 94,65       |
| Votes blancs             | Votes blancs             | Votes blancs             | Votes blancs             | 417          | 3,13         | 535         | 3,65        |
| Votes nuls               | Votes nuls               | Votes nuls               | Votes nuls               | 170          | 1,28         | 250         | 1,70        |
| Total                    | Total                    | Total                    | Total                    | 13 310       | 100          | 14 667      | 100         |
| Abstention               | Abstention               | Abstention               | Abstention               | 26 531       | 66,59        | 25 178      | 63,19       |
| Inscrits / participation | Inscrits / participation | Inscrits / participation | Inscrits / participation | 39 841       | 33,41        | 39 845      | 36,81       |

### Canton de Saint-Maximin-la-Sainte-Baume
| Candidats                | Candidats                   | Partis                   | Nuance                   | Premier tour | Premier tour | Second tour | Second tour |
| Candidats                | Candidats                   | Partis                   | Nuance                   | Voix         | %            | Voix        | %           |
| ------------------------ | --------------------------- | ------------------------ | ------------------------ | ------------ | ------------ | ----------- | ----------- |
|                          | Michaël Granier             | RN                       | RN                       | 4 294        | 32,63        | 5 671       | 42,55       |
|                          | Laurence Menichini Verdonck | RN                       | RN                       | 4 294        | 32,63        | 5 671       | 42,55       |
|                          | Sebastien Bourlin           | DVD                      | DVD                      | 3 101        | 23,56        | 7 656       | 57,45       |
|                          | Séverine Vincendeau         | DVD                      | DVD                      | 3 101        | 23,56        | 7 656       | 57,45       |
|                          | Alain Decanis               | DVC                      | DVC                      | 2 173        | 16,51        |             |             |
|                          | Cathy Venturino-Gabelle     | DVC                      | DVC                      | 2 173        | 16,51        |             |             |
|                          | Muriel Alis                 | EÉLV                     | ECO                      | 1 942        | 14,76        |             |             |
|                          | Philippe Schellenberger     | EÉLV                     | ECO                      | 1 942        | 14,76        |             |             |
|                          | Hervé Chatard               | DVC                      | DVC                      | 1 651        | 12,54        |             |             |
|                          | Vesselina Garello           | DVC                      | DVC                      | 1 651        | 12,54        |             |             |
|                          |                             |                          |                          |              |              |             |             |
| Suffrages exprimés       | Suffrages exprimés          | Suffrages exprimés       | Suffrages exprimés       | 13 161       | 96,30        | 13 327      | 93,81       |
| Votes blancs             | Votes blancs                | Votes blancs             | Votes blancs             | 314          | 2,30         | 635         | 4,47        |
| Votes nuls               | Votes nuls                  | Votes nuls               | Votes nuls               | 191          | 1,40         | 245         | 1,72        |
| Total                    | Total                       | Total                    | Total                    | 13 666       | 100          | 14 207      | 100         |
| Abstention               | Abstention                  | Abstention               | Abstention               | 27 563       | 66,85        | 27 032      | 65,55       |
| Inscrits / participation | Inscrits / participation    | Inscrits / participation | Inscrits / participation | 41 229       | 33,15        | 41 239      | 34,45       |

### Canton de Saint-Raphaël
| Candidats                | Candidats                | Partis                   | Nuance                   | Premier tour | Premier tour | Second tour | Second tour |
| Candidats                | Candidats                | Partis                   | Nuance                   | Voix         | %            | Voix        | %           |
| ------------------------ | ------------------------ | ------------------------ | ------------------------ | ------------ | ------------ | ----------- | ----------- |
|                          | Guillaume Decard         | LR                       | LR                       | 6 386        | 43,24        | 9 530       | 58,06       |
|                          | Françoise Dumont         | LR                       | LR                       | 6 386        | 43,24        | 9 530       | 58,06       |
|                          | Carine Leroy             | RN                       | RN                       | 5 972        | 40,44        | 6 885       | 41,94       |
|                          | Christopher Pecoul       | RN                       | RN                       | 5 972        | 40,44        | 6 885       | 41,94       |
|                          | Guillaume Ollier         | EÉLV                     | ECO                      | 2 410        | 16,32        |             |             |
|                          | Nathalie Oudot           | EÉLV                     | ECO                      | 2 410        | 16,32        |             |             |
|                          |                          |                          |                          |              |              |             |             |
| Suffrages exprimés       | Suffrages exprimés       | Suffrages exprimés       | Suffrages exprimés       | 14 768       | 97,09        | 16 415      | 95,50       |
| Votes blancs             | Votes blancs             | Votes blancs             | Votes blancs             | 224          | 1,47         | 453         | 2,64        |
| Votes nuls               | Votes nuls               | Votes nuls               | Votes nuls               | 219          | 1,44         | 320         | 1,86        |
| Total                    | Total                    | Total                    | Total                    | 15 211       | 100          | 17 188      | 100         |
| Abstention               | Abstention               | Abstention               | Abstention               | 26 268       | 63,33        | 24 299      | 58,57       |
| Inscrits / participation | Inscrits / participation | Inscrits / participation | Inscrits / participation | 41 479       | 36,67        | 41 487      | 41,43       |

### Canton de Sainte-Maxime
| Candidats                | Candidats                | Partis                   | Nuance                   | Premier tour | Premier tour | Second tour | Second tour |
| Candidats                | Candidats                | Partis                   | Nuance                   | Voix         | %            | Voix        | %           |
| ------------------------ | ------------------------ | ------------------------ | ------------------------ | ------------ | ------------ | ----------- | ----------- |
|                          | Marc-Étienne Lansade     | RN                       | UXD                      | 3 963        | 30,71        | 5 821       | 40,60       |
|                          | Christiane Lardat        | LDP                      | UXD                      | 3 963        | 30,71        | 5 821       | 40,60       |
|                          | Véronique Lenoir         | DVD                      | DVD                      | 3 766        | 29,19        | 8 516       | 59,40       |
|                          | Philippe Leonelli        | DVD                      | DVD                      | 3 766        | 29,19        | 8 516       | 59,40       |
|                          | Alain Benedetto          | LR                       | LR                       | 3 513        | 27,23        |             |             |
|                          | Muriel Lecca-Berger      | DVD                      | LR                       | 3 513        | 27,23        |             |             |
|                          | Thérèse Guillot          | LREM                     | DVC                      | 1 000        | 7,75         |             |             |
|                          | Patrick Hermier          | LREM                     | DVC                      | 1 000        | 7,75         |             |             |
|                          | Pierre Daspre            | PCF                      | COM                      | 661          | 5,12         |             |             |
|                          | Isabelle Perez           | PCF                      | COM                      | 661          | 5,12         |             |             |
|                          |                          |                          |                          |              |              |             |             |
| Suffrages exprimés       | Suffrages exprimés       | Suffrages exprimés       | Suffrages exprimés       | 12 903       | 95,07        | 14 337      | 94,03       |
| Votes blancs             | Votes blancs             | Votes blancs             | Votes blancs             | 439          | 3,23         | 590         | 3,87        |
| Votes nuls               | Votes nuls               | Votes nuls               | Votes nuls               | 230          | 1,69         | 320         | 2,10        |
| Total                    | Total                    | Total                    | Total                    | 13 572       | 100          | 15 247      | 100         |
| Abstention               | Abstention               | Abstention               | Abstention               | 29 714       | 68,65        | 28 043      | 64,78       |
| Inscrits / participation | Inscrits / participation | Inscrits / participation | Inscrits / participation | 43 286       | 31,35        | 43 290      | 35,22       |

### Canton de La Seyne-sur-Mer-1
| Candidats                | Candidats                | Partis                   | Nuance                   | Premier tour | Premier tour | Second tour | Second tour |
| Candidats                | Candidats                | Partis                   | Nuance                   | Voix         | %            | Voix        | %           |
| ------------------------ | ------------------------ | ------------------------ | ------------------------ | ------------ | ------------ | ----------- | ----------- |
|                          | Dorian Munoz             | RN                       | RN                       | 3 015        | 31,78        | 4 125       | 41,47       |
|                          | Cécilia Zanna            | RN                       | RN                       | 3 015        | 31,78        | 4 125       | 41,47       |
|                          | Lydie Onteniente         | LR                       | UCD                      | 2 368        | 24,96        | 5 823       | 58,53       |
|                          | Ludovic Pontone          | LR                       | UCD                      | 2 368        | 24,96        | 5 823       | 58,53       |
|                          | Céline Ivaldi            | PCF                      | UG                       | 1 018        | 10,73        |             |             |
|                          | Stéphane Sacco           | GRS                      | UG                       | 1 018        | 10,73        |             |             |
|                          | Damien Guttierez         | DVD                      | DVD                      | 909          | 9,58         |             |             |
|                          | Maeva Poivret            | DVD                      | DVD                      | 909          | 9,58         |             |             |
|                          | Basma Bouchkara          | GE                       | UCG                      | 693          | 7,30         |             |             |
|                          | Stéphane Lancelotta      | DVG                      | UCG                      | 693          | 7,30         |             |             |
|                          | Hakim Bouaksa            | EÉLV                     | ECO                      | 672          | 7,08         |             |             |
|                          | Martine Santini          | EÉLV                     | ECO                      | 672          | 7,08         |             |             |
|                          | Samir Ben-Mihoub         | SE                       | DIV                      | 430          | 4,53         |             |             |
|                          | Cécile Hugueny           | SE                       | DIV                      | 430          | 4,53         |             |             |
|                          | Alexandra Gauthier       | PCF                      | FI                       | 382          | 4,03         |             |             |
|                          | Nicolas Grilheres        | LFI                      | FI                       | 382          | 4,03         |             |             |
|                          |                          |                          |                          |              |              |             |             |
| Suffrages exprimés       | Suffrages exprimés       | Suffrages exprimés       | Suffrages exprimés       | 9 487        | 96,55        | 9 948       | 92,18       |
| Votes blancs             | Votes blancs             | Votes blancs             | Votes blancs             | 246          | 2,50         | 619         | 5,73        |
| Votes nuls               | Votes nuls               | Votes nuls               | Votes nuls               | 93           | 0,95         | 226         | 2,09        |
| Total                    | Total                    | Total                    | Total                    | 9 826        | 100          | 10 792      | 100         |
| Abstention               | Abstention               | Abstention               | Abstention               | 26 296       | 72,80        | 25 333      | 70,13       |
| Inscrits / participation | Inscrits / participation | Inscrits / participation | Inscrits / participation | 36 122       | 27,20        | 36 125      | 29,87       |

### Canton de La Seyne-sur-Mer-2
| Candidats                | Candidats                | Partis                   | Nuance                   | Premier tour | Premier tour | Second tour | Second tour |
| Candidats                | Candidats                | Partis                   | Nuance                   | Voix         | %            | Voix        | %           |
| ------------------------ | ------------------------ | ------------------------ | ------------------------ | ------------ | ------------ | ----------- | ----------- |
|                          | Nathalie Bicais          | LR                       | LR                       | 5 441        | 42,01        | 8 665       | 58,54       |
|                          | Joseph Mulé              | LR                       | LR                       | 5 441        | 42,01        | 8 665       | 58,54       |
|                          | Frédéric Boccaletti      | RN                       | RN                       | 5 041        | 38,92        | 6 137       | 41,46       |
|                          | Isabelle Delyon          | RN                       | RN                       | 5 041        | 38,92        | 6 137       | 41,46       |
|                          | Olivier Andrau           | PS                       | UGE                      | 1 420        | 10,96        |             |             |
|                          | Mireille Chaperon        | EÉLV                     | UGE                      | 1 420        | 10,96        |             |             |
|                          | Florence Meyer           | PCF                      | COM                      | 759          | 5,86         |             |             |
|                          | Dominique Nemeth         | PCF                      | COM                      | 759          | 5,86         |             |             |
|                          | Régine Clanet            | SE                       | DIV                      | 291          | 2,25         |             |             |
|                          | Loïc Guillaume           | SE                       | DIV                      | 291          | 2,25         |             |             |
|                          |                          |                          |                          |              |              |             |             |
| Suffrages exprimés       | Suffrages exprimés       | Suffrages exprimés       | Suffrages exprimés       | 12 952       | 96,45        | 14 802      | 95,36       |
| Votes blancs             | Votes blancs             | Votes blancs             | Votes blancs             | 327          | 2,44         | 524         | 3,38        |
| Votes nuls               | Votes nuls               | Votes nuls               | Votes nuls               | 150          | 1,12         | 196         | 1,26        |
| Total                    | Total                    | Total                    | Total                    | 13 429       | 100          | 15 522      | 100         |
| Abstention               | Abstention               | Abstention               | Abstention               | 29 436       | 68,67        | 27 352      | 63,80       |
| Inscrits / participation | Inscrits / participation | Inscrits / participation | Inscrits / participation | 42 865       | 31,33        | 42 874      | 36,20       |

### Canton de Solliès-Pont
| Candidats                | Candidats                | Partis                   | Nuance                   | Premier tour | Premier tour | Second tour | Second tour |
| Candidats                | Candidats                | Partis                   | Nuance                   | Voix         | %            | Voix        | %           |
| ------------------------ | ------------------------ | ------------------------ | ------------------------ | ------------ | ------------ | ----------- | ----------- |
|                          | Séverine Ambrogio        | RN                       | RN                       | 3 537        | 35,92        | 4 419       | 41,05       |
|                          | Alexandre Bordier        | RN                       | RN                       | 3 537        | 35,92        | 4 419       | 41,05       |
|                          | Bruno Aycard             | LR                       | LR                       | 2 476        | 25,14        | 6 346       | 58,95       |
|                          | Véronique Baccino        | LR                       | LR                       | 2 476        | 25,14        | 6 346       | 58,95       |
|                          | Laure Lagier             | EÉLV                     | ECO                      | 1 520        | 15,44        |             |             |
|                          | Julien Toulgoat          | EÉLV                     | ECO                      | 1 520        | 15,44        |             |             |
|                          | Stéphanie Bovero         | LREM                     | UCD                      | 1 406        | 14,28        |             |             |
|                          | Christophe Kasperski     | LREM                     | UCD                      | 1 406        | 14,28        |             |             |
|                          | Alain Bolla              | PCF                      | COM                      | 612          | 6,22         |             |             |
|                          | Amaryllis Cimbron        | PCF                      | COM                      | 612          | 6,22         |             |             |
|                          | Karen Le Vot             | SE                       | DIV                      | 296          | 3,01         |             |             |
|                          | Jean-Claude Goni         | SE                       | DIV                      | 296          | 3,01         |             |             |
|                          |                          |                          |                          |              |              |             |             |
| Suffrages exprimés       | Suffrages exprimés       | Suffrages exprimés       | Suffrages exprimés       | 9 847        | 96,43        | 10 765      | 94,86       |
| Votes blancs             | Votes blancs             | Votes blancs             | Votes blancs             | 251          | 2,46         | 411         | 3,62        |
| Votes nuls               | Votes nuls               | Votes nuls               | Votes nuls               | 114          | 1,12         | 172         | 1,52        |
| Total                    | Total                    | Total                    | Total                    | 10 212       | 100          | 11 348      | 100         |
| Abstention               | Abstention               | Abstention               | Abstention               | 22 718       | 68,99        | 21 589      | 65,55       |
| Inscrits / participation | Inscrits / participation | Inscrits / participation | Inscrits / participation | 32 930       | 31,01        | 32 937      | 34,45       |

### Canton de Toulon-1
| Candidats                | Candidats                | Partis                   | Nuance                   | Premier tour | Premier tour | Second tour | Second tour |
| Candidats                | Candidats                | Partis                   | Nuance                   | Voix         | %            | Voix        | %           |
| ------------------------ | ------------------------ | ------------------------ | ------------------------ | ------------ | ------------ | ----------- | ----------- |
|                          | Josée Massi              | LR                       | LR                       | 2 857        | 42,03        | 4 614       | 61,50       |
|                          | Christophe Moreno        | LR                       | LR                       | 2 857        | 42,03        | 4 614       | 61,50       |
|                          | Amaury Navarranne        | RN                       | RN                       | 2 507        | 36,88        | 2 888       | 38,50       |
|                          | Marcelle Sabarly         | RN                       | RN                       | 2 507        | 36,88        | 2 888       | 38,50       |
|                          | Sabrina Cochin           | EÉLV                     | UGE                      | 1 006        | 14,8         |             |             |
|                          | Nicolas Plazanet         | EÉLV                     | UGE                      | 1 006        | 14,8         |             |             |
|                          | Amel Amirouche           | LREM                     | REM                      | 428          | 6,3          |             |             |
|                          | Philippe Richieri        | LREM                     | REM                      | 428          | 6,3          |             |             |
|                          |                          |                          |                          |              |              |             |             |
| Suffrages exprimés       | Suffrages exprimés       | Suffrages exprimés       | Suffrages exprimés       | 6 798        | 96,37        | 7 502       | 95,14       |
| Votes blancs             | Votes blancs             | Votes blancs             | Votes blancs             | 193          | 2,74         | 267         | 3,39        |
| Votes nuls               | Votes nuls               | Votes nuls               | Votes nuls               | 63           | 0,89         | 116         | 1,47        |
| Total                    | Total                    | Total                    | Total                    | 7 054        | 100          | 7 885       | 100         |
| Abstention               | Abstention               | Abstention               | Abstention               | 16 880       | 70,53        | 16 052      | 67,06       |
| Inscrits / participation | Inscrits / participation | Inscrits / participation | Inscrits / participation | 23 934       | 29,47        | 23 937      | 32,94       |

### Canton de Toulon-2
| Candidats                | Candidats                  | Partis                   | Nuance                   | Premier tour | Premier tour | Second tour | Second tour |
| Candidats                | Candidats                  | Partis                   | Nuance                   | Voix         | %            | Voix        | %           |
| ------------------------ | -------------------------- | ------------------------ | ------------------------ | ------------ | ------------ | ----------- | ----------- |
|                          | Michel Bonnus              | LR                       | LR                       | 3 667        | 48,34        | 5 524       | 64,97       |
|                          | Valérie Mondone            | LR                       | LR                       | 3 667        | 48,34        | 5 524       | 64,97       |
|                          | Julien Chevet              | RN                       | RN                       | 2 499        | 32,94        | 2 978       | 35,03       |
|                          | Dominique Lecomte Blondëel | RN                       | RN                       | 2 499        | 32,94        | 2 978       | 35,03       |
|                          | Christine Faller           | DVG                      | UG                       | 698          | 9,2          |             |             |
|                          | Didier Quattropani         | PCF                      | UG                       | 698          | 9,2          |             |             |
|                          | Jean-Claude Picot          | ÉCO                      | ECO                      | 450          | 5,93         |             |             |
|                          | Sophie Toulet              | ÉCO                      | ECO                      | 450          | 5,93         |             |             |
|                          | Jean Acaquarone            | LFI                      | FI                       | 272          | 3,59         |             |             |
|                          | Henriette Fuentes          | LFI                      | FI                       | 272          | 3,59         |             |             |
|                          |                            |                          |                          |              |              |             |             |
| Suffrages exprimés       | Suffrages exprimés         | Suffrages exprimés       | Suffrages exprimés       | 7 586        | 96,82        | 8 502       | 95,58       |
| Votes blancs             | Votes blancs               | Votes blancs             | Votes blancs             | 170          | 2,17         | 286         | 3,22        |
| Votes nuls               | Votes nuls                 | Votes nuls               | Votes nuls               | 79           | 1,01         | 107         | 1,20        |
| Total                    | Total                      | Total                    | Total                    | 7 835        | 100          | 8 895       | 100         |
| Abstention               | Abstention                 | Abstention               | Abstention               | 18 995       | 70,80        | 17 935      | 66,85       |
| Inscrits / participation | Inscrits / participation   | Inscrits / participation | Inscrits / participation | 26 830       | 29,20        | 26 830      | 33,15       |

### Canton de Toulon-3
| Candidats                | Candidats                | Partis                   | Nuance                   | Premier tour | Premier tour | Second tour | Second tour |
| Candidats                | Candidats                | Partis                   | Nuance                   | Voix         | %            | Voix        | %           |
| ------------------------ | ------------------------ | ------------------------ | ------------------------ | ------------ | ------------ | ----------- | ----------- |
|                          | Thierry Albertini        | LR                       | LR                       | 6 273        | 45,83        | 9 748       | 65,94       |
|                          | Manon Fortias            | LR                       | LR                       | 6 273        | 45,83        | 9 748       | 65,94       |
|                          | Aline Bertrand           | RN                       | RN                       | 4 308        | 31,47        | 5 035       | 34,06       |
|                          | Charles Ciattoni         | RN                       | RN                       | 4 308        | 31,47        | 5 035       | 34,06       |
|                          | Dimitri Biche            | PS                       | UG                       | 1 588        | 11,6         |             |             |
|                          | Isabelle Godard          | PCF                      | UG                       | 1 588        | 11,6         |             |             |
|                          | Carole Lagardère-Fraisse | LREM                     | UC                       | 1 519        | 11,1         |             |             |
|                          | Olivier Lutersztejn      | LREM                     | UC                       | 1 519        | 11,1         |             |             |
|                          |                          |                          |                          |              |              |             |             |
| Suffrages exprimés       | Suffrages exprimés       | Suffrages exprimés       | Suffrages exprimés       | 13 688       | 96,81        | 14 783      | 95,28       |
| Votes blancs             | Votes blancs             | Votes blancs             | Votes blancs             | 281          | 1,99         | 487         | 3,14        |
| Votes nuls               | Votes nuls               | Votes nuls               | Votes nuls               | 170          | 1,20         | 246         | 1,59        |
| Total                    | Total                    | Total                    | Total                    | 14 139       | 100          | 15 516      | 100         |
| Abstention               | Abstention               | Abstention               | Abstention               | 24 893       | 63,78        | 23 526      | 60,26       |
| Inscrits / participation | Inscrits / participation | Inscrits / participation | Inscrits / participation | 39 032       | 36,22        | 39 042      | 39,74       |

### Canton de Toulon-4
| Candidats                | Candidats                | Partis                   | Nuance                   | Premier tour | Premier tour | Second tour | Second tour |
| Candidats                | Candidats                | Partis                   | Nuance                   | Voix         | %            | Voix        | %           |
| ------------------------ | ------------------------ | ------------------------ | ------------------------ | ------------ | ------------ | ----------- | ----------- |
|                          | Yannick Chenevard        | LR                       | LR                       | 5 023        | 46,7         | 7 848       | 66,85       |
|                          | Caroline Depallens       | LR                       | LR                       | 5 023        | 46,7         | 7 848       | 66,85       |
|                          | Nicolas Koutseff         | RN                       | RN                       | 3 444        | 32,02        | 3 891       | 33,15       |
|                          | Laure Lavalette          | RN                       | RN                       | 3 444        | 32,02        | 3 891       | 33,15       |
|                          | Magali Brunel            | PS                       | UGE                      | 1 475        | 13,71        |             |             |
|                          | Pèire Costa              | POC                      | UGE                      | 1 475        | 13,71        |             |             |
|                          | Viviane Driquez          | LREM                     | REM                      | 813          | 7,56         |             |             |
|                          | Jean-Michel Serre        | LREM                     | REM                      | 813          | 7,56         |             |             |
|                          |                          |                          |                          |              |              |             |             |
| Suffrages exprimés       | Suffrages exprimés       | Suffrages exprimés       | Suffrages exprimés       | 10 755       | 96,76        | 11 739      | 95,34       |
| Votes blancs             | Votes blancs             | Votes blancs             | Votes blancs             | 258          | 2,32         | 407         | 3,31        |
| Votes nuls               | Votes nuls               | Votes nuls               | Votes nuls               | 102          | 0,92         | 167         | 1,36        |
| Total                    | Total                    | Total                    | Total                    | 11 115       | 100          | 12 313      | 100         |
| Abstention               | Abstention               | Abstention               | Abstention               | 21 593       | 66,02        | 20 395      | 62,35       |
| Inscrits / participation | Inscrits / participation | Inscrits / participation | Inscrits / participation | 32 708       | 33,98        | 32 708      | 37,65       |

### Canton de Vidauban
| Candidats                | Candidats                | Partis                   | Nuance                   | Premier tour | Premier tour | Second tour | Second tour |
| Candidats                | Candidats                | Partis                   | Nuance                   | Voix         | %            | Voix        | %           |
| ------------------------ | ------------------------ | ------------------------ | ------------------------ | ------------ | ------------ | ----------- | ----------- |
|                          | Françoise Legraien       | LR                       | LR                       | 3 670        | 37,71        | 6 136       | 60,46       |
|                          | Claude Pianetti          | LR                       | LR                       | 3 670        | 37,71        | 6 136       | 60,46       |
|                          | Coline Houssays          | RN                       | RN                       | 3 270        | 33,60        | 4 013       | 39,54       |
|                          | Marc-Antoine Ponelle     | RN                       | RN                       | 3 270        | 33,60        | 4 013       | 39,54       |
|                          | Christophe Bottai        | SE                       | DIV                      | 1 625        | 16,70        |             |             |
|                          | Nathalie Sastre Gonzales | SE                       | DIV                      | 1 625        | 16,70        |             |             |
|                          | Valérie Laurent          | EÉLV                     | UGE                      | 1 167        | 11,99        |             |             |
|                          | Daniel Leclerc           | GRS                      | UGE                      | 1 167        | 11,99        |             |             |
|                          |                          |                          |                          |              |              |             |             |
| Suffrages exprimés       | Suffrages exprimés       | Suffrages exprimés       | Suffrages exprimés       | 9 732        | 96,97        | 10 149      | 95,21       |
| Votes blancs             | Votes blancs             | Votes blancs             | Votes blancs             | 160          | 1,59         | 324         | 3,04        |
| Votes nuls               | Votes nuls               | Votes nuls               | Votes nuls               | 144          | 1,43         | 187         | 1,75        |
| Total                    | Total                    | Total                    | Total                    | 10 036       | 100          | 10 660      | 100         |
| Abstention               | Abstention               | Abstention               | Abstention               | 19 027       | 65,47        | 18 411      | 63,33       |
| Inscrits / participation | Inscrits / participation | Inscrits / participation | Inscrits / participation | 29 063       | 34,53        | 29 071      | 36,67       |